# Jan Baptist Bellefroid
Jan Baptist Hubert Bellefroid (Hasselt, 29 december 1888 - Antwerpen, 17 januari 1971)

## Levensloop
Hij was een zoon van Hubert Bellefroid (1861-1936) en Philomena Jacobs. Van 1906 tot 1910 was hij voorzitter van de Jonge Klauwaarts, het katholieke Vlaamse studentengilde in Hasselt. Hij werd nadien stichter en secretaris van christelijke vakverenigingen in Herentals. Hij werd er ook voorzitter van het Kempisch Vlaamsch Verbond.
Tijdens de Eerste Wereldoorlog koos hij voor het activisme en werd in 1917 lid van de Raad van Vlaanderen. Hetzelfde jaar werd hij bestuurslid van de in Antwerpen gestichte Per crucem ad Lucem, een activistische en pacifistische vereniging.
In 1918 trouwde hij met Marie-Louise Stryckers en ze kregen zeven kinderen. In datzelfde jaar nam hij de leiding op zich van het activistische Centraal Vlaamsch Propagandabureau in Mechelen. In november vluchtte hij naar Nederland en werd in België bij verstek veroordeeld. 
Hij ging in Den Haag wonen. In de Chasséstraat leidde hij een boekhandel en een uitgeverij onder de naam Pax: een zaak die hij in 1937 overliet, toen hij naar België terugkeerde. Het is mogelijk dat hij in zijn Haagse periode toetrad tot de NSB. In 1940 verscheen hij immers weer op het toneel als medestichter en secretaris-penningmeester van de Nationaal-Socialistische Beweging Vlaanderen.
Zijn (vernieuwde) collaboratie heeft niet verhinderd dat hij nog dertig jaar leefde en pas in 1971 in Antwerpen overleden is.